# Fox Film

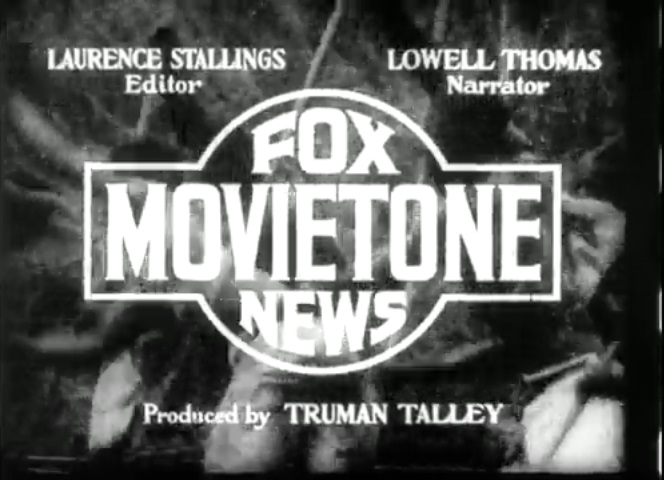
Hình ảnh biểu tượng FOX MOVIETONE NEWS Từ 1935.

Fox Film là hãng phim do William Fox thành lập năm 1915. Hãng phim có trụ sở tại Mỹ thành lập năm 1915.
Đây là công ty kế nhiệm của công ty cho thuê phim Greater New York Rental Company trước đó của ông và Công ty phim quay phim nổi tiếng.
Hãng phim đầu tiên của công ty được thành lập tại Fort Lee, New Jersey nhưng năm 1917, William Fox gửi Sol M. Wurtzel đến Hollywood, California để giám sát các cơ sở sản xuất mới của West Coast nơi có khí hậu hiếu khách và chi phí hiệu quả hơn để làm phim.

 Vào ngày 23 tháng 7 năm 1926, công ty đã mua bằng sáng chế của hệ thống âm thanh Movietone để ghi lại âm thanh trên phim.
Vào ngày 28 tháng 12 năm 1934, hãng phim sáp nhập với Twentieth Century Pictures để tạo nên 20th Century Fox